# Armored Police Metal Jack
Armored Police Metal Jack (яп. 機甲警察メタルジャック Кико Кэйсацу Мэтару Дзякку) — аниме-сериал, выпущенный совместно студиями Sunrise и Studio DEEN. Транслировался по телеканалу TV Tokyo с 8 апреля 1991 года по 12 декабря 1991 года, хотя изначально планировалось, что сериал выйдет на 9 месяцев позже, а именно с декабря 1991 по начало 1992 года. Изначально по задумке сериал должен был стать сиквелом токусацу-сериала Dennou Keisatsu Cybercop, однако в результате предварительных переговоров было решено, что это будет аниме-сериал.
В 1991 году была выпущена серия игрушек меха-роботов из аниме-сериала.
Всего выпущено 37 серий аниме. Сериал также транслировался на территории Германии, дистрибьютером выступила компания Nipponart.

## Сюжет
Действие происходит в футуристическом 2015 году, Токио захлестнула киберпреступность, убийства и терроризм с которой простая полиция не способна справиться. Полицейское управление города решает сформировать отряд, состоящий из сильных и талантливых бойцов, использующих киберкостюмы, многократно увеличивающие их физические силы и способности.
Однажды преступная организация Идо отравляет робота, чтобы убить Дзайдзэна, юного наследника компании-гиганта Zaizen KONZERN во время вечеринки в честь него. На вечеринке также присутствуют: Кэн Кандзаки, молодой офицер, Рио Агури автогонщик формулы-1 и Го Года — профессиональный борец. Оба в попытке защитить Дзайдзэна от робота оказываются смертельно ранены и министерство полиции решает реанимировать их, теперь Кэн и Рио являются частично киборгами и должны работать в полицейском отряде «железный джек».

## Персонажи
Кэн Кандзаки (яп. 神崎 ケン Кандзаки Кэн) / Красный Джек (яп. レッドジャック Рэддо Дзякку)
Сэйю: Нобутоси Хаяси
Талантливый офицер, который превосходно управляет пистолетом, доставшимя от его отца Гэнъитиро. Ему 20 лет. После реанимации вынужден был войти в отряд «железный джек» и скрывать это от своих бывших коллег по работе. Боится змей. После того, как оказывается на грани смерти во второй раз, его клетки начинают умирать слишком быстро, чтобы восстановится.
Рё Агури (яп. アグリ・亮 Агури Рё:) / Серебряный Джек (яп. シルバージャック Сируба: Дзякку)
Сэйю: Дайки Накамура
Гонщик Формулы-1, хотя не умеет ездить в 18 серии. Ему 23 года. Очень сдержанный и улыбается только в присутствии близких людей. Как и Рио он держит в тайне от своих близких и соработников свою деятельность.
Го Года (яп. 豪田 剛 Го:да Го:) / Голубой Джек (яп. ブルージャック Буру: Дзякку)
Сэйю: Кэн Ямагути
Профессиональный борец, который стремится стать чемпионом мира под псевдонимом «Го Гонсалес». Ему 21 год, живёт в больнице и плохо плавает. Выполняет роль комического персонажа.
Тень (яп. シャドウ Сядо:) / Теневой Джек (яп. シャドウジャック Сядо: Дзякку)
Сэйю: Ю Симака
Его настоящее имя Дино (яп. ディノ Дино), известен также под кодовым именем B-9. Когда то членом вооружённого спецназа из неизвестной страны. Стал когда то жертвой эксперимента по вживлению в тело киберкостюма, в результате чего потерял память. Его жажда отомстить инициаторам эксперимента привели в Японию. Не является реальным членом отряда «металлический джек» но периодически вмешивается в их деятельность.
Масанао Дайго (яп. 醍醐 正尚 Дайго Масанао)
Сэйю: Сэйдзо Кадзо
Создал команду «железный джек», поручил её членам скрывать о своей настоящей деятельности.
Гинрэн Хан (яп. 藩 銀蓮 Хан Гинрэн)
Сэйю: Юко Садзаки
Молодая женщина-учёный, которая играет важную роль в разработке второго этапа проекта киберкостюма и испытывает его на Кэне, когда тот оказывается второй раз смертельно ранен. Несмотря на приятную внешность не интересуется мужчинами.
Саюри Кандзаки (яп. 神崎 さゆり Кандзаки Саюри)
Сэйю: Каэ Араки
Младшая приёмная сестра Кэна, очень привязана к нему, хотя не связана кровными узами. Питает чувства к Дзюну.
Гэньитиро Кандзаки (яп. 神崎 源一郎 Кандзаки Гэнъитиро:)
Сэйю: Кадзухико Нисино
Отец Кэна и Саюри, который был смертельно ранен, когда Кэну было 10 лет. Перед смертью отец поведал мальчику, что тот на деле был принят в семью.
Дзюн Дзайдзэн (яп. 財前 純 Дзайдзэн Дзюн)
Сэйю: Мари Марута
Молодой наследник компании Zaizen KONZERN. Несмотря на молодой возраст, является и очень умным инженером. Позже выясняется, что он и Дзюн являются кровными братьями.
Сюньити Киритани (яп. 霧谷 俊一 Киритани Сюнъити)
Сэйю: Кэньити Оно
Главный секретарь Zaizen KONZERN. Питает привязанные и дружественные отношения к Дзюну.
Председатель Дзайдзэн (яп. 財前会長 Дзайдзэн-катё:)
Сэйю: Тацуюки Дзиннай
Директор компании Zaizen KONZERN. Погибает в первой серии во время покушения на его сына на вечеринке.

## Список серий
| № серии | Название серии | Трансляция в Японии   |
| ------- | --- | --------------------- |
| 1       | FIRST BATTLE «Фа:суто Батору» (ファースト バトル)                                                                    | 8 апреля 1991 года    |
| 2       | CRYSTAL STORM «Курисутару Суто:му» (クリスタル ストーム)                                                             | 15 апреля 1991 года   |
| 3       | PANIC PROGRAM «Паникку Пурогураму» (パニック プログラム)                                                             | 22 апреля 1991 года   |
| 4       | RUNNING MAN «Раннингу Ман» (ランニングマン)                                                                          | 29 апреля 1991 года   |
| 5       | POWER FALL «Пава: Фо:ру» (パワー フォール)                                                                           | 6 мая 1991 года       |
| 6       | HOT BLOOD «Хотто Бураддо» (ホット ブラッド)                                                                          | 13 мая 1991 года      |
| 7       | TOP SECRET «Топпу Си:курэтто» (トップ シークレット)                                                                  | 20 мая 1991 года      |
| 8       | SOLDIER BLUES «Сорудзя: Буру:су» (ソルジャー ブルース)                                                               | 27 мая 1991 года      |
| 9       | DEAD HEAT «Дэдо Хи:то» (デッド ヒート)                                                                               | 3 июня 1991 года      |
| 10      | METAL BLACK Part 1 «Мэтару Буракку (дзэмпэн)» (メタルブラック (前編))                                                | 10 июня 1991 года     |
| 11      | METAL BLACK Part 2 «Мэтару Буракку (ко:хэн)» (メタルブラック (後編))                                                 | 17 июня 1991 года     |
| 12      | PROJECT DARK «Пуродзэкуто Да:ку» (プロジェクト ダーク)                                                               | 24 июня 1991 года     |
| 13      | The Criminal Organization Ido «Хандзай Сосики Идо» (犯罪組織イド)                                                    | 1 июля 1991 года      |
| 14      | The Orders to Terminate Lander «Ранда: Хакай Сирэй» (ランダー 破壊指令)                                              | 8 июля 1991 года      |
| 15      | Idol Cop Eriko «Айдору Фукэй. Эрико» (アイドル婦警・えり子)                                                          | 15 июля 1991 года     |
| 16      | A Dangerous Visitor «Кикэн на Хо:мон Ся» (危険な訪問者)                                                              | 29 июля 1991 года     |
| 17      | A Nightmarish Future «Акуму но Мирай» (悪夢の未来)                                                                   | 5 августа 1991 года   |
| 18      | WEAK POINT «Ви:ку Пойнто» (ウィーク・ポイント)                                                                       | 12 августа 1991 года  |
| 19      | The Orders to Annihilate Metal Jack «Кико: Кэйсацу (Мэтару Дзякку) Массацу Сирэй» (機甲警察(メタルジャック)抹殺司令) | 19 августа 1991 года  |
| 20      | The Beautiful Lady Scientist «Уцукусики Онна Кагакуся» (美しき女科学者)                                              | 26 августа 1991 года  |
| 21      | DEATH RED «Дэсу Рэддо» (デス・レッド)                                                                                | 2 сентября 1991 года  |
| 22      | HYPER RED «Хайпа: Рэддо» (ハイパー・レッド)                                                                          | 9 сентября 1991 года  |
| 23      | The Orders to Assassinate Jun Zaizen «Дзайдзэн Дзюн Ансацу Сирэй» (財前純 暗殺指令)                                  | 16 сентября 1991 года |
| 24      | A Conflict Between Light and Darkness «Хикари то Ями но Тайкэцу» (光と闇の対決)                                      | 23 сентября 1991 года |
| 25      | At The End of a Deadly Struggle... «Сито: но Хатэ ни...» (死闘の果てに……)                                            | 30 сентября 1991 года |
| 26      | Reliving the Past «Ёмигаэру Како» (よみがえる過去)                                                                   | 7 октября 1991 года   |
| 27      | The Inventors «Цукурарэси Монотати» (創られし者たち)                                                                 | 14 октября 1991 года  |
| 28      | Ido Returns «Идо Фуккацу» (イド復活)                                                                                 | 21 октября 1991 года  |
| 29      | Crola the Machine Goddess «Кикай но Мэгами Куро:ра» (機械の女神クローラ)                                             | 28 октября 1991 года  |
| 30      | Five Minutes Before the Statute of Limitations «Дзико: Сэйрицу 5 Фун Маэ» (時効成立5分前)                            | 4 ноября 1991 года    |
| 31      | A Flash of Daylight «Махиру но Инадзума» (真昼の稲妻)                                                                | 11 ноября 1991 года   |
| 32      | RACER REPORT «Рэ:са: Рипо:то» (レーサー・リポート)                                                                   | 18 ноября 1991 года   |
| 33      | The Rose of Iron «Ко: но Бара» (鋼のバラ)                                                                            | 25 ноября 1991 года   |
| 34      | MILLENNIUM CITY «Мирэниаму Сити» (ミレニアム・シティ)                                                                | 2 декабря 1991 года   |
| 35      | Asking for Lost Time «Убаварэта Токи о Мотомэтэ» (奪われた時を求めて)                                                | 9 декабря 1991 года   |
| 36      | Confrontation: Red vs. Jun «Тайкэцу Рэддо VS Дзюн» (対決レッドVS純)                                                  | 16 декабря 1991 года  |
| 37      | FINAL BATTLE «Файнару Батору» (ファイナルバトル)                                                                     | 23 декабря 1991 года  |

## Видеоигры

Изображение из второй игры 1992 года

По мотивам аниме были выпущены 2 игры, первая игра была выпущена 8 января 1992 года. Вторая игра была выпущена 31 июля 1992 года. При выпуске игры на территории США, имена главных героев были изменены на европейские, а местом действия вместо Токио стал Лос-Анджелес.
Стартовая цела составляла 8800 иен. Игрок управляет тремя персонажами (главными героями сериала), каждый из которых обладает уникальными особенностями: Красный Джек может использовать лазерное оружие, серебряный Джек может делать высокие прыжки и орудовать лазерным мечом, а голубой Джек сильнее всех, однако не может использовать оружие. В процессе игры игрок может собирать боеприпасы. Каждый уровень игры состоит из двух фаз, сначала персонаж ведёт борьбу в полицейском костюме, на протяжении боя становятся доступны 3 типа вещей: оружие, боеприпасы и энергетический щит. При сражении врагов игроки получают дополнительные очки. Во второй фазе игрок может управлять меха-роботом и наносить сокрушительный урон врагу.